# Communauté de communes du Carmausin
Die Communauté de communes du Carmausin ist ein ehemaliger Gemeindeverband (Communauté de communes) im südfranzösischen Département Tarn in der Region Midi-Pyrénées. Er umfasste die drei Gemeinden Blaye-les-Mines, Carmaux und Saint-Benoît-de-Carmaux.

## Geschichte
Die drei Mitgliedsgemeinden bildeten seit 1964 ein SIVOM. Dieser wurde nach einem Gesetz vom 12. Juli 1999 am 1. Januar 2002 in die heutige Communauté de communes umgewandelt.
2114 fusionierte der Gemeindeverband mit der Communauté de communes Ségala-Carmausin zur neuen Communauté de communes Carmausin-Ségala.

## Aufgaben
Zu den Aufgaben des Gemeindeverbandes zählten u. a. die Wirtschaftsförderung und die Abfallentsorgung sowie der Bau von Straßen und öffentlichen Gebäuden.